# Piano meets Vibes
Piano meets Vibes ist ein Akustik-Duo mit der Instrumentierung Klavier, Vibraphon und  Marimba.

## Geschichte
Das Duo wurde 1989 von dem Pianisten Jens Schliecker und dem Schlagzeuger Nils Rohwer gegründet. Musikalisch bewegen sich die Künstler in einer eigenständigen erzählerischen Klangsprache zwischen Jazz, Klassik, Folk und Minimal Music.
1991 und 1994 erhielt das Duo jeweils den 1. Preis des "Jazz Podium Schleswig-Holstein". 2007 wurde an Piano meets Vibes der 1. Preis beim Kompositionswettbewerb der Classical Marimba League (USA) verliehen. 2009 erhielt Piano meets Vibes den Norddeutschen Kulturpreis für das Gesamtwerk.
Piano meets Vibes gab Konzerte in  Deutschland, Schweiz, Österreich, Niederlande, Dänemark, Norwegen und trat auf den Festivals JazzBaltica, dem Hamburger Jazzfest, und dem Aarhus International Jazzfestival auf. Seit 1999 gastiert Piano meets Vibes mit eigenkomponierter Musik zu den Kinofilmen Metropolis, Mikrokosmos, Menschen am Sonntag, Pest in Florenz, Balance live im Rahmen von Tourneen in deutschen Lichtspielhäusern und bei Filmfestivals, u. a. der Berlinale. Ebenfalls seit 1999 treten Jens Schliecker und Nils Rohwer als Komponisten für Filmmusik für Kino und TV in Erscheinung. Die Kompositionen von Piano meets Vibes werden international als Notenmaterial genutzt.
Nach über 30 Jahren gemeinsamer Zusammenarbeit haben Jens Schliecker und Nils Rohwer ihre musikalische Zusammenarbeit beendet.

## Wichtigste Konzertauftritte
- Eröffnungskonzert der „Jazz Baltica“ – 1994 und 2000 im Hauptprogramm
- Konzert auf dem Schleswig-Holstein Musikfestival 1996, 1999 und 2003
- Konzert auf dem Jazzfest Hamburg (Fabrik) 1996
- 1999 Jubiläumskonzert 10 Jahre Piano meets Vibes mit dem indischen Musiker Pritam Singh (Tabla & Percussion)
- Uraufführung des ersten eigenen Orchesterwerkes im Kieler Schloß (1999)
- zwei Konzerte auf der BERLINALE 2001
- Konzert zur Musik BIENNALE Berlin 2002 im Konzerthaus Berlin (großer Saal)
- Kino-Tourneen zu den Filmen Metropolis und Mikrokosmos (2001-05)
- 2009 Jubiläumskonzert 20 Jahre Piano meets Vibes im Kieler Schloß mit den Gästen Igor Vilenski (Klavier) und Irina Ignatova (Klavier)
- Juni 2011 Weilburger Schlosskonzert
- September 2011 mehrere Konzerte als "special guests" beim Internationalen Marimbafestival in Villahermosa, Tabasco, Mexico, mit Uraufführung eines neuen Orchesterwerkes
- Februar/März 2012: "Musica y Alegria"-Tour durch Schleswig-Holstein mit dem mexikanischen Marimba-Virtuosen Javier Nandayapa

## CDs
- 1994: Piano meets Vibes
- 1996: Duo Fantasie
- 2000: Bilder einer Reise
- 2008: Morning Clouds
- 2017: Traumgänger